# Lajsz András
Lajsz András (Debrecen, 1957. október 30. –) magyar szakács, cukrász, felszolgáló, bartender, étterem-tulajdonos és szövetségi zsűritag, számos szakmai elismerés tulajdonosa. Guinness-rekorder mixer. Az L.A Bodegita nevű étterme bezárása után jelenleg az L.A. Catering céget vezeti.

## A kezdetek
Édesanyja Csige Klára gyors- és gépíró, édesapja Lajsz András pék. Középiskolai tanulmányait az Ecseri úti Vendéglátóipari Szakmunkásképző iskolában kezdte, innen került szakmai gyakorlatra a vendéglátás csúcsának számító Gundel étterembe. Az érettségit esti tagozaton tette le 1977-ben.

## Szakmai pálya
1973 és 1981 között több nagy szállodában és a Parlamentben is dolgozott protokollpincérként, majd visszatért az újra nyíló Gundelbe, s az ott eltöltött másfél évtized alatt a legendás étterem egyik vendégcsalogató arca lett.
Világsztárokat, királyokat, diktátorokat, államfőket, miniszterelnököket itattam–etettem a Gundelben.
– emlékezik vissza azokra az időkre, ezzel is jelezve, hogy a hétköznapi vendégektől a világsztárokon át államfők egész sorát kiszolgálta ekkor. Első híres vendége az akkori iráni sah, Mohammad Reza Pahlavi volt, 1971-ben.[forrás?] Őt követte a többi, hazánkba látogató híresség, így például Indira Gandhi, Fidel Castro, Erich Honecker, George W. Bush. Megkóstolta az általa kevert italokat Leonyid Brezsnyev, Hillary Clinton, II. Erzsébet királynő, sőt még Moamer el-
Kadhafi is. A világszerte ünnepelt művészek közül ivott a koktéljaiból többek közt Sylvester Stallone, David Hasselhoff, Donald Sutherland, Richard Burton és Liz Taylor[forrás?].
Az 1990-es évek közepétől kezdődően egy sor televíziós műsorban szerepelt; jellegzetes figurája, sajátos humora, közvetlen egyénisége, valamint szakmai tudása országosan ismert és közkedvelt vendéglátóssá tette.
1994-ben megalapította a Rózsalugas Étterem és Catering céget (amelyet 2000-ig vitt), ezzel párhuzamosan 1994-ben szakértőként vett részt a Budapest belvárosában megnyíló „R” Café létrehozásában. 2003-ban nyitotta a saját tulajdonú Bamboo Snack és Koktélbárját, amely 2011-ig működött.
Jelenlegi étterme a L.A. Bodegíta 2010-ben nyitott, és négyszer nyerte el a Best of Budapest díjat. Itt a nemzetközi és kubai ízek mellett 2014 augusztusa óta a zsidó konyhaművészet remekei is megtalálhatók az étlapon.

## Mixerként
1981-ben végezte el a mixertanfolyamot, a 90-es években számtalan hazai és nemzetközi mixerversenyen indult, amelyek mindegyikén helyezést vagy különdíjat nyert. Többszörös magyar bajnok és sokszoros nemzetközi győztes. A legnagyobb sikert a Szingapúri Mixer Világbajnokságon érte el, ahol 3. helyezett lett. A Magyar Nemzeti Gasztronómiai Szövetségtől „A magyar éttermi kultúráért” kifejtett tevékenységéért a nagy szakmai rangot jelentő Schnitta Sámuel díjat kapta (2000). 2001-ben kezdett tanítani, azóta nem indul versenyeken. Tanítványai közül többen is értek már el számottevő nemzetközi sikereket.
2004. június 26-án a Bánki-tónál új Guinness-rekordot állított fel: 45 perc és 58 másodperc alatt 204-féle long drinket készített el, megdöntve ezzel egy máltai kollégája által kevert 80 koktélt.

## Tisztségei
- a Magyar Mixer Szövetség alapító tagja
- a Magyar Nemzeti Gasztronómiai Szövetség elnökségi tagja
- a Mixer Bizottság Elnöke
- 2009 óta címzetes főiskolai docens a Harsányi János Főiskolán

## Jelentősebb szakmai állomásai
- 1971-1973 Gundel Étterem
- 1973-1974 Hungária Kávéház (a mai Boscolo Hotel New York kávézója)
- 1974 nyara Hableány étterem, Siófok-Balatonszéplak
- 1975-1977 Debrecen, Aranybika Szálló
- 1977-1981 Hotel Intercontinental
- 1981-1994 Gundel Étterem
- 1994-2000 Rózsalugas Étterem és Catering
- 1994 „R” Café
- 2003-2011 Bamboo Snack és Koktélbár
- 2010-2018 L.A. Bodegita
- 2018 – L.A. Catering

## Díjak, kitüntetések
- Mixer Világbajnokság 3. helyezés (Szingapúr, 2000)
- A Magyar Nemzeti Gasztronómiai Szövetség "A magyar éttermi kultúráért" Schnitta Sámuel díja (2000)
- Az Év gasztronómusa (2005)
- A fehérasztal lovagrend felvette sorai közé és a Parlament kupola termében lovaggá ütötték (2006. március)
- Mester bartender, szövetségi zsűritag
- Címzetes főiskolai docens – Harsányi János Főiskola (2009)
- Venesz József díj (2009)
- Culinaris- és gasztronómiai Világszövetség /WACS/ (2009)

## Magánélet
2007 óta nős, felesége Barta Zsuzsa Erzsébet; gyermekei Lajsz András (1987), Lajsz Dominik (1997) korosztályos válogatott kötöttfogású birkózó, a rangos azerbajdzsáni nemzetközi junior verseny egyetlen magyar győztese, szumóban korosztályos Európa-bajnok. Nevelt lánya Fazekas Édua (1980)

## Érdekességek
- Imádja a kutyákat, saját kutyája egy fajtagyőztes Európa-bajnok brazil masztif, neve: Gordon Dark Birengo
- 1993 és 2010 között az Operabál cateringjét is az ő cége látta el.
- „Sok embernek vagyok hálás a szakmán belül, de a legtöbbet talán Marton Károlytól (Gundel Étterem), a „mixertudományokban” pedig Kiss Károlytól tanultam” – emlékezik vissza mestereire.
- Több televíziós produkció állandó résztvevője (pl. Dáridó, Szuperbuli), ezekben nemcsak koktélokat kever, de olykor dalra is fakad.
- „Annak sütöttem kenyeret, aki kért tőlem kenyeret!” – vallja Lajsz András.
- Hat nyelven is megérteti magát: angolul, németül, olaszul, spanyolul, franciául, “konyhanyelven”, és egy kicsit oroszul